# 충청남도역사박물관
충청남도역사박물관은 충청남도 공주시 소재의 박물관이다.

## 연혁
- 2004.1.1 충청남도역사문화연구원 개원
- 2005.5.30 충청남도 도정사료실 자료 이관
- 2006.9.28 역사박물관 개관
- 2008.8.20 보존과학동 신축
- 2008.8.17 기획전시실(1층)확장공사 및 상설전시실 재개관